# Tatsunori Hisanaga
Tatsunori Hisanaga (久永 辰徳 Hisanaga Tatsunori?), född 23 december 1977 i Kagoshima prefektur, är en japansk före detta fotbollsspelare.
Hisanaga började sin karriär 1996 i Avispa Fukuoka. 2002 blev han utlånad till Yokohama F. Marinos. 2004–2006 blev han utlånad till Omiya Ardija. 2010 flyttade han till Volca Kagoshima. Han avslutade karriären 2010.